# Comuna Frumușica, Botoșani
Frumușica este o comună în județul Botoșani, Moldova, România, formată din satele Boscoteni, Frumușica (reședința), Rădeni, Storești, Șendreni și Vlădeni-Deal.

## Demografie
Componența etnică a comunei Frumușica
     Români (92,13%)
     Alte etnii (0,8%)
     Necunoscută (7,06%)
Componența confesională a comunei Frumușica
     Ortodocși (92,06%)
     Alte religii (0,69%)
     Necunoscută (7,26%)
Conform recensământului efectuat în 2021, populația comunei Frumușica se ridică la 5.098 de locuitori, în scădere față de recensământul anterior din 2011, când fuseseră înregistrați 5.657 de locuitori. Majoritatea locuitorilor sunt români (92,13%), iar pentru 7,06% nu se cunoaște apartenența etnică. Din punct de vedere confesional, majoritatea locuitorilor sunt ortodocși (92,06%), iar pentru 7,26% nu se cunoaște apartenența confesională.

## Politică și administrație
Comuna Frumușica este administrată de un primar și un consiliu local compus din 15 consilieri. Primarul, Nelu Cuibar[*], de la Partidul Social Democrat, este în funcție din 1 noiembrie 2024. Începând cu alegerile locale din 2024, consiliul local are următoarea componență pe partide politice:
|  | Partid                          | Consilieri | Componența Consiliului | Componența Consiliului | Componența Consiliului | Componența Consiliului | Componența Consiliului | Componența Consiliului | Componența Consiliului | Componența Consiliului |
|  | ------------------------------- | ---------- | ---------------------- | ---------------------- | ---------------------- | ---------------------- | ---------------------- | ---------------------- | ---------------------- | ---------------------- |
|  | Partidul Social Democrat        | 8          |                        |                        |                        |                        |                        |                        |                        |                        |
|  | Partidul Național Liberal       | 6          |                        |                        |                        |                        |                        |                        |                        |                        |
|  | Alianța pentru Unirea Românilor | 1          |                        |                        |                        |                        |                        |                        |                        |                        |